# 이집 (1327년)
이집(李集, 1327년 ~ 1387년)은 고려 후기의 학자·문인이다. 본관은 광주(廣州), 초명은 원령(元齡), 자는 호연(浩然), 호는 둔촌(遁村)이다.
충목왕 때 과거에 급제하였다. 공민왕 17년(1368년)에 신돈의 미움을 사 생명의 위협을 받자 영천으로 도피하여 죽음을 면하였다. 이때 몸을 숨기기 위해 지내던 곳이 둔굴이다. 공민왕 20년(1371년)에 신돈이 죽자 개경에 돌아와 판전교시사(判典校寺事)에 임명되었으나 곧 사직하고 여주 천녕현(川寧縣)에서 시를 지으며 일생을 마쳤다. 조선 개국 후 판전교시사(判典校侍事), 참의(參議)를 역임한 동료인 방순(方恂)과 함께 숯골에 은둔하며 고려에 대한 충절을 지켰다.
그의 시에는 꾸밈과 우회보다는 직서체에 의한 자연스럽고 평이한 작품이 많다. 그는 당시 임심문(任深文)을 비롯한 60여 명에 달하는 많은 인물들과 시로서 교유하였다.이집의 묘는 성남시에 있고, 1993년 8월 2일 성남시 향토유적 제2호로 지정되었다가 2008년 5월 26일 경기도기념물 제219호로 변경되었다.
서울특별시 강동구 둔촌동은 그의 호에서 유래하였다.